# Memoriał Eugeniusza Nazimka 1995
Memoriał im. Eugeniusza Nazimka 1995 – 13. edycja turnieju w celu uczczenia pamięci polskiego żużlowca Eugeniusza Nazimka, który odbył się dnia 6 sierpnia 1995 roku. Turniej wygrał Zoltán Adorján.

## Wyniki
- Stadion Stali Rzeszów, 6 sierpnia 1995
- NCD: László Bódi – 68,47 w wyścigu 5
- Sędzia: Ryszard Bielecki

| Msc. | Zawodnik                 | Klub              | Pkt  |               |  |
| ---- | ------------------------ | ----------------- | ---- | ------------- |  |
| 1    | (1) Zoltán Adorján       | Węgry             | 14   | (3,2,3,3,3)   |  |
| 2    | (8) Jacek Rempała        | Tarnów            | 12+3 | (3,3,3,3,0)   |  |
| 3    | (12) Mirosław Cierniak   | Tarnów            | 12+2 | (3,1,3,2,3)   |  |
| 4    | (7) Sławomir Dudek       | Zielona Góra      | 11   | (2,2,3,1,3)   |  |
| 5    | (10) Jan Krzystyniak     | Piła              | 11   | (2,3,2,2,2)   |  |
| 6    | (3) Janusz Ślączka       | Rzeszów           | 10   | (2,3,d,3,2)   |  |
| 7    | (5) László Bódi          | Węgry             | 8    | (1,3,1,0,3)   |  |
| 8    | (4) Janusz Stachyra      | Częstochowa       | 8    | (1,2,1,2,2)   |  |
| 9    | (6) Rafał Trojanowski    | Rzeszów           | 7    | (d,1,2,3,1)   |  |
| 10   | (14) Georgi Petranow     | Rzeszów           | 7    | (2,2,2,d,1)   |  |
| 11   | (13) Rafał Wilk          | Rzeszów           | 4    | (3,1,0,t,u/-) |  |
| 12   | (16) Atilla Stefani      | Południowa Afryka | 4    | (1,0,0,1,2)   |  |
| 13   | (15) Jarosław Szymkowiak | Zielona Góra      | 4    | (0,0,2,1,1)   |  |
| 14   | (11) Maciej Kuciapa      | Rzeszów           | 3    | (d,w,1,2,d)   |  |
| 15   | (9) Les Stefani          | Południowa Afryka | 2    | (1,0,1,0,0)   |  |
| 16   | (2) Karl Lechky          | Południowa Afryka | 1    | (0,0,0,0,1)   |  |
|      | rez. Piotr Gancarz       | Krosno            |      | (1,1,0)       |  |

Bieg po biegu
1. [69,58] Adorján, Ślączka, Stachyra, Lechky
2. [70,08] J.Rempała, Dudek, Bódi, Trojanowski
3. [70,39] Cierniak, Krzystyniak, L.Stefani, Kuciapa
4. [70,62] Wilk, Petranow, A.Stefani, Szymkowiak
5. [68,47] Bódi, Adorján, Wilk, L.Stefani
6. [70,28] Krzystyniak, Petranow, Trojanowski, Lechky
7. [70,99] Ślączka, Dudek, Gancarz, Szymkowiak Gancarz za Kuciapę
8. [71,70] J.Rempała, Stachyra, Cierniak, A.Stefani
9. [71,01] Adorján, Trojanowski, Kuciapa, A.Stefani
10. [71,00] Cierniak, Szymkowiak, Bódi, Lechky
11. [73,22] J.Rempała, Petranow, L.Stefani, Ślączka
12. [71,66] Dudek, Krzystyniak, Stachyra, Wilk
13. [71,02] Adorján, Cierniak, Dudek, Petranow
14. [72,64] J.Rempała, Kuciapa, Gancarz, Lechky Gancarz za Wilka
15. [71,12] Ślączka, Krzystyniak, A.Stefani, Bódi
16. [71,92] Trojanowski, Stachyra, Szymkowiak, L.Stefani
17. [70,29] Adorján, Krzystyniak, Szymkowiak, J.Rempała
18. [73,94] Dudek, A.Stefani, Lechky, L.Stefani
19. [72,38] Cierniak, Ślączka, Trojanowski, Gancarz Gancarz za Wilka
20. [72,06] Bódi, Stachyra, Petranow, Kuciapa
21. Wyścig dodatkowy: J.Rempała, Cierniak